# Gopal Baratham
Gopal Baratham (n. 9 septembrie 1935 – d. 23 aprilie 2002) a fost un scriitor singaporez.
1. 1 2  Gopal Baratham, SNAC, accesat în 9 octombrie 2017